# Northeast Corridor
 (juillet 2025).
Si vous disposez d'ouvrages ou d'articles de référence ou si vous connaissez des sites web de qualité traitant du thème abordé ici, merci de compléter l'article en donnant les références utiles à sa vérifiabilité et en les liant à la section « Notes et références ».
Northeast Corridor, le corridor du Nord-Est (NEC), est la ligne ferroviaire de voyageurs la plus importante des États-Unis, par le nombre d'usagers et la fréquence des services. L'itinéraire est entièrement électrifié et dessert le BosWash, une chaîne densément urbanisée de villes de Washington, dans le sud, à Boston dans le nord, et passant par Baltimore, Wilmington, Philadelphie, Trenton, Newark, New York, New Haven, et Providence.
Il possède plusieurs branches latérales :
- le corridor Keystone, entre Philadelphie et Harrisburg (Pennsylvanie)
- une branche entre New Haven et Hartford (Connecticut), et Springfield (au Massachusetts)
- une branche entre New York et Albany (État de New York), et plusieurs autres destinations de banlieue.

La station ferroviaire la plus fréquentée des États-Unis est Pennsylvania Station à New York, le moyeu central du corridor Nord-Est. 
Le NEC est immédiatement identifiable par ses câbles aériens et son matériel roulant à grande vitesse. Elle est utilisée[incompréhensible] par le seul vrai service à haute vitesse du pays, l'Acela Express d'Amtrak, ainsi que par des trains de voyageurs conventionnels et des trains de fret. 
Plusieurs agences de transport suburbain fournissent un service local le long du Corridor Nord-Est. Certaines de ces lignes sont électrifiées, tandis que d'autres utilisent des trains à motorisation diesel, en raison de portions non électrifiées ou de contraintes techniques locales.
Ces réseaux ferroviaires sont MARC dans le Maryland et à Washington, SEPTA en Pennsylvanie, au Delaware et au centre du New Jersey, NJ Transit au New Jersey et à New York, Metro-North à New York et dans le Connecticut, Shore Line East dans le Connecticut, et MBTA au Massachusetts et dans le Rhode Island. 
L'Interstate 95 longe  sur toute sa longueur l'axe principal du corridor nord-est, qui peut être souvent vu depuis la route. Elle est en effet, si étroitement parallèle à la voie ferrée, que parfois elle prend les mêmes courbes que celle-ci, en particulier dans le Connecticut.